# Perinoia sumbawana
Perinoia sumbawana is een halfvleugelig insect uit de familie Aphrophoridae. De wetenschappelijke naam van deze soort is voor het eerst geldig gepubliceerd in 1941 door Jacobi.